# Pietro Saltini
Pietro Saltini (Firenze, 21 febbraio 1839 – Firenze, 1908) è stato un pittore italiano.

## Biografia
Studiò Umanità e Filosofia presso gli Scolopi, conseguendo la licenza liceale. Dal 1856, a latere apprese disegno, ornato, figura, paesaggio e affresco sotto il magistero di Raffaello Martini. Nel 1858, coadiuvando il celebre Agostino Lessi, lavorò al Teatro Pagliano come pittore di scena. Nel 1860 si iscrisse all'Accademia di Belle Arti per i corsi di Nudo, Figura Grande e Composizione, tenuti da Enrico Pollastrini. Collaborò al quadro intitolato La battaglia di Legnano. Nel 1861 dipinse Omaggio a Giovanni Battista e Ritratto di Maria Enrichetta Adelaide Martelli; espose alla Prima Promotrice Cornelia rimprovera i figli di condurre vita oscura.
Nel 1863 vinse il Regio Concorso Accademico, indetto da Vittorio Emanuele II, con Simon Martini che ritratta Madonna Laura in Avignone, per gli appartamenti reali di Palazzo Pitti. Nello stesso anno dipinse il Ritratto della fidanzata. Per il sesto centenario dell'Alighieri, tra le Storie di Dante espose alla Promotrice Dante nello studio di Giotto. Fiorirono gli ordini del gallerista Lodovico Metzger, di privati e del clero per quadri storici e sacri, ritratti, affreschi e ornati.
Nel 1867 eseguì La Dea Domia a Palazzo Terrosi in via Chiara e per l'ingresso di una villa Lunetta con terrazza fiorita e amorini in volo, Ornato architettonico con stilizzazioni vegetali. Affrescò con Amore pagano, Flora e Allegoria della vite i soffitti di Palazzo Corsi in via San Zanobi; elaborò Figure muliebri e ornati, Erato ispirata da Amore nella Dimora Zanobi Fortunati, di via Faenza. Nello stesso anno, a Roma come Delegato Pontificio, ritrasse Pio IX. Nel 1868 eseguì il quadro Guido Reni che ritratta Beatrice Cenci in carcere. Insieme ai temi di storia e di letteratura coltivò le prime suggestioni realistiche e le composizioni sulla maternità.
Già insegnante di Nudo presso l'Accademia del Disegno, nel 1869 fu tra i fondatori della Società delle Belle Arti. All'Inaugurazione Solenne, accanto ai quadri aulici, esibì Porta a Pinti, una delle vedute fiorentine anteriori ai piani di Enrico Poggi, acquistate dal Comune, nonché L'Elemosina, quadro al vero e provocatorio che susciterà rumore anche nella successiva esposizione di Trieste.
Nel 1870, in onore di Amedeo Ferdinando duca d'Aosta, la Real Casa, affidò a Saltini la creazione di Decorazioni per affreschi e ornati parietali. Nella Dimora Petrilli, progettata dall'architetto Cosimo Pignatelli in via dei Serragli, affrescò Amore e Abbondanza, Cupidi in volo intorno a due dee. Nello stesso anno elaborò il ciclo dei dipinti sulle storie di Galilei, come Galileo Galilei davanti al Tribunale del Sacro Uffizio.
Con il ritratto plein aire, intitolato La piccola Fioraia, l'ispirazione declinò verso il naturalismo, la vita dei semplici, i ritratti di famiglia, gli eroismi quotidiani e le scene a pieno sole. Dal 1873 Saltini partecipò alle Esposizioni Internazionali austro-ungariche di Trieste e Vienna, trovando affinità elettive nel letterato e patriota Giuseppe Caprin, acquirente di Graziella, La Gioia di Casa, La bolla di sapone.
Nel 1874, al Nuovo Mercato Centrale di San Lorenzo, per l'Esposizione Internazionale di Orticoltura e Floricoltura, eseguì Progetto di Giardino, veduto dall'alto a volo di uccello. A San Romolo a Lastra a Signa, decorò a fresco le quattro pareti del salotto di Villa Cappiardi con Paesaggi campestri naturalistici e architetture classiche allusive.
Nel 1875 La poppa dei vecchi, esibita a Vienna, aprì la via per le Esposizioni Permanenti Germaniche. Nello stesso anno, il Museo Revoltella di Trieste acquisì La Novella della Nonna, Il Crespino e il tocco in penna A fin di merenda. Il Presidente della Società degli Artisti, Robert William Spranger, commissionò La colazione del ciabattino, Fra due Nemici, Un Buon Giudice e La Chierica, destinata all'Éxposition de Paris del 1878.
Nel 1876, alla morte di Pollastrini, propugnò il rinnovamento equilibrato tra le teorie del Realismo e gli eccessi della Scapigliatura. All'Esposizione Nazionale di Napoli del 1877, conseguì larghi consensi di critica sul verismo espresso e il Re Vittorio Emanuele II acquistò per la Regia Pinacoteca di Capodimonte Fra due Amici. Fece esperienza sulla pietra litografica, vincendo a Firenze la medaglia di bronzo.
Nel 1880 strinse il primo contratto con lo statunitense William Ehrich, cui seguiranno altri galleristi americani. Nel 1882, a Graz espose In villa, Mönch, Alte frau. Nel 1886 varcò l'Atlantico esitando Gelosia. Il New York Times e il Tribune esaltarono la finezza dell'arte fiorentina. Alcune tele furono esposte nel Museum di New York, nelle mostre di Milwaukee, di New Orleans e poi nelle Esposizioni di Chicago.
Nel 1889, i Serviti allogarono per l'abside dell'erigenda Annunziata di Chicago I Sette Santi Fiorentini Fondatori dell'Ordine dei Serviti e la Vergine in gloria; all'Esposizione Internazionale di Colonia, vinse la Medaglia d'Oro per Anacoreta in meditazione, il cui bozzetto, inviato nel 1890 alla Prima Esposizione del Circolo Artistico di Trieste, divenne patrimonio della Pinacoteca.
Nel 1891, nel ciclo sulla commedia umana, dipinse Home sweet Home e L'Anticamera del Dentista. Il quadro, definito magistrale, fu esibito al Circolo degli Artisti di Firenze, alla Jörgensen Berlin e all'Esposizione del Glas Palast di Monaco. Seguì Caricature, inviato all'Esposizione Internazionale di Berlino del 1894. Nel 1895, pur proseguendo nelle forniture per la Galleria Hautmann, per la quale realizzò anche gli studi della facciata con le Allegorie della Poesia, della Filosofia, della Storia e della Pittura,. Talia, Psiche, Pandora, Ercole, Fauno,.si legò con la Galerie Pisani de Florence e il Re dell'Indonesia acquistò la Cantiniera, Bacco, tabacco e Venere.
Dal 1901, insieme ad Adriano Cecchi, rispose alle committenze dei londinesi Savory e Richardson elaborando temi veristi e archeologici, figure danzanti e allegorie, come Marionette del nonno, Allegoria dell'Inverno, Allegoria della Primavera, Allegoria dell'Estate, Allegoria dell'Autunno, La toilette del mattino, Lavori domestici, La lezione di pesca, Nella bottega di Prassitele, Burattini.
Fra le prime opere sacre di impianto quattrocentesco, allogate dai Calasanziani, dai Questuanti e dalle Teresiane, citiamo Beata Maria degli Angioli, Santa Teresa de Avila, Santa Maria Maddalena dei Pazzi per l'omonimo convento, San Pietro per la chiesa di Malmantile, San Francesco di Paola, Santo Ippolito Galantini e Beato Pompilio Maria Pierotti per la Badia Fiesolana, Beata Diomiria Allegri per la parrocchiale di Firenzuola, Madonna del Rosario, Madonna Addolorata per la Chiesa di Santa Lucia a Settimello, Madonna con il Putto, Santa Veronica de' Giuliani, San Giuseppe col Divin Putto in collo, San Giuseppe e Gesù fanciullo nella bottega di Nazareth, Sant'Anna, Sacro Cuore di Gesù, Sacro Cuore di Maria e San Cristoforo, esibito a Colonia nel 1906. Le soppressioni degli Ordini ridussero le occasioni d'arte sacra, tuttavia, nell'ultimo decennio del XIX, secolo, Saltini ricevette le committenze dei Minori Riformati.
Per la Collegiata di San Francesco all'Incontro, nel 1894 progettò e dipinse il polittico absidale e i trittici per gli altari minori, intitolati ai dottori e ai riformatori della Chiesa: San Bonaventura, Venerabile Scoto, Sant'Alfonso De' Liguori, San Francesco di Sales, Santa Teresa del Gesù, Beata Margherita Maria Alacoque, Santa Chiara, Beato Lucchesio, Beato Leopoldo da Gajche, San Vincenzo Ferrer.
Per l'erigendo Santuario dell'Immacolata di Piombino, tra il 1899 e il 1901, realizzò gli altari in marmo policromo e dipinse la sintesi storica dei tre Ordini nelle sei tele a sesto acuto: Sacra Famiglia, Sacro Cuore di Gesù, San Francesco d'Assisi e Santa Chiara, Apparizione del Divin Fanciullo a Sant'Antonio di Padova, San Bonaventura Cardinale, San Bernardino da Siena, San Leonardo da Porto Maurizio con la Vergine e il Divin Fanciullo in Gloria, San Pasquale Baylon, San Pietro d'Alcantara, San Giovanni da Capistrano e San Diego da Alcalà, Apparizione di San Francesco d'Assisi ai quattro santi terziari: San Lodovico re di Francia, Santa Elisabetta Margravia d'Ungheria, Santa Rosa da Viterbo, Santa Margherita da Cortona. Le maestose opere raggiunsero vasta risonanza tra laici e canonici per "la teoria sul Vero congiunta al Sublime dell'Arte sacra".
Nel 1904, attese all'istanza di don Camillo Spisani, rettore degli Istituti Gualandi per Sordomuti e Sordomute, relativa all'invenzione di un quadro emblematico intorno agli insegnamenti impartiti. Traendo ispirazione dal Vangelo di San Marco, Saltini creò Effetà, che dal 1905 divenne concetto, allegoria e voce del mensile e della propaganda della Piccola Missione.
Altri dipinti notevoli furono: Incontro di Dante e Beatrice, Emilia, elegante del 1700, La Ciociara, Gioie materne, Vanità, Creola, Paura infantile, Istruzione obbligatoria, Vecchiaia felice, Tenerezze, Uno, due e…, Il conto, A game at cards, La lettura del giornale, Ritratto del dottor Cioni, Ritratto della nobildonna Emilia Cioni Antonini, Ritratto del conte Baldelli Boni, Ritratto della Signora Erminia Wunsther, Ritratto di Enrico Grondona, Ritratto di Giuseppe Bruschi, Ritratto di Francesco Cerchi, Ritratto di Virginia Naliperone, Ritratto del Rettore Manni, Ritratto del violoncellista Lefte Sbolci, Ritratto funebre della marchesa Isabella Gerini, Ritratto di Don Lorenzo, Nel chiostro, L'attesa, Ritratto di Annie Begg, Visita della padroncina, Ritratto di una Monaca. Telemaco Signorini scrisse sull'Ettore Fieramosca, anno XIV, n°7, "…La fattura è larga e luminosa, corretta la modellatura di ogni piano. La Monaca appare nel suo nobile carattere ... Le mani sono intimamente studiate e rese nella loro esile costruzione ...".
Fu attivo come freschista e ornatista fino alla fine. Produsse decorazioni, trompe l'oeil, allegorie classiche, fantasie naturalistiche, progettazioni di facciate e di altari, paramenti sacri. L'intensa attività in gran parte dispersa, è tuttavia testimoniata dai molti cartoni e cartonetti con figure sacre e profane, allegorie, paesaggi, medaglioni, motivi fogliari, panneggi, encarpi di fiori e frutti, trionfi, decorazioni liberty, come Protonea leonina e volute vegetali, Studio architettonico per una facciata con sculture e affreschi, Testa muliebre su uno sfondo di finestre gotiche e di ornati floreali, Ornati liberty, Testa di bue, Disegno decorativo in stile liberty floreale, depositati presso il Gabinetto Disegni e Stampe della Galleria degli Uffizi.
Sensibile al lirismo dei paesi bucolici e alle architetture urbane, dipinse nei carnet da viaggio e su tavolette da sigari un numero incalcolabile di vedute, scorci, marine, piazze di gusto macchiaiolo e impressionista: Veduta del Lungarno Serristori, Il monte alle Croci, Il Quercione, Villa Borghese, Trieste gentile, Notre Dame de Paris, Impressioni di un paese a Pietramala, Mare e cielo nuvoloso, La fortezza di Livorno, Tende a Saranac Lake, Le cascate del Niagara, l'Orrido, Firenzuola omaggio al Borgo, Piazza Cantarana in Udine, Veduta dell'Impruneta, Il Vescovado di Fiesole, La Chiesa di San Francesco.
Rinomato per la delicatezza del tocco, il modellato e la poetica, le case fotografiche e tipografiche italiane, elvetiche, inglesi e germaniche acquistarono i diritti a stampa, in xilografia, calcografia e oleografia di scene di composizione, ritratti muliebri, temi mistici. Riviste illustrate, santini, organi di propaganda e cartoline si fregiarono delle opere riprodotte in bianco e nero, o in tricromia, nonché del suo ritratto. Molti temi furono ripresi nell'arte musiva a tarsie.
Nominato nelle prestigiose Commissioni giudicatrici accademiche e civiche, svolse intensa attività di critica, recensione, stima antiquaria e archeologia cristiana. Noto per l'abilità poliedrica e le competenze filologiche in tutti gli stili e le scuole, accettò anche incarichi come copista per il pittore Elia Volpi e per la Gallerie di madame Rose Pisani. Nei caffè fiorentini, a gara con i colleghi, eseguì tocchi mordaci e caricature in ritagli di carta e taccuini
La morte impedirà l'esecuzione dell'autoritratto, richiesto con insistenza dalla Galleria degli Uffizi. Chiamato "the poet of poverty" ed "eminens mens Artis", fu celebrato dalla stampa italiana, austriaca, inglese e americana. Fu commentato, tra gli altri, da Tito Verri, Pier d'Ambra, Angelo De Gubernatis, William Ehric, Giordano Zocchi, Da Fasciano, Enrico Fabbri, Telemaco Signorini, Giuseppe Signorini, Walter Scott, Cesare Pratesi, Grazzolini, Papini e Foresi.
Professore Corrispondente del Collegio dell'Accademia di Belle Arti, formò presso lo studio di piazza Donatello un cenacolo di discepoli internazionali, tra i quali Giulio Bargellini, Bastianini, Baccherini, Landini, Massani, Rontini, Padre Minocchi, Giuseppe Conestabile della Staffa, l'eminente Eugenio Cecconi, Campelmi, Sarri, Scaffai, Smerrini, Todaro, Ruffo di Calabria, Pietro Parigi, Vantini, Vasarri, Rizzo, Corsi, Mazzi, Salgado, Adolfo e Carlo Schwicker, Parkinson, Drury, Segalla, Alippi, De Behr, Parsons, Alexander, Rateliff, Basil Hayes, Mary Hodges, Cortes, Hofmann, miss Newhall, Gore Yeo, Fonzonge, Henriette Butches.
I quadri di composizione e i ritratti furono acquistati presso: Gallery Collection of Modern Pictures, Gallery Chapman New Orleans, Meyer & Co. di New York, Morghentau St. Gall, Honrat & Von Baerle, Jörgensen Berlin, Auzbacher New York, Gallery Mackay Savory, Fine Art Publishers di Bristol, Gallery Richardson Brixton Road London, Gallerie Hautmann, Costa & Conti, Louis Pisani, Candida & Molena, Esposizioni annuali e Perenni della Società Promotrice, Esposizioni della Società Artistica delle Belle Arti di piazza Donatello ed Esposizioni del Circolo Artistico di Firenze.
Numerose opere sono custodite nelle gallerie pubbliche: Museo di Liegi, Museo Civico Revoltella di Trieste, Museo nazionale di Capodimonte, Galleria d'Arte Moderna di Roma Sala della Saffo, Galleria d'Arte Moderna di Palazzo Pitti Sala 12 e Sala 14, Appartamenti Reali di Palazzo Pitti Salotto della Regina, Conservatoria degli Uffizi, Palazzo dei Congressi di Firenze, Galleria Foresiana di Portoferraio, Gallery Haynes Fine Art of Broadway Worcestershire. 
Lasciò una prestigiosa testimonianza. Autonomo nella ricerca, critico e censore, ignorò "l'arte bellina" pretesa da Goupil. Percepito dai contemporanei come "poeta e paladino dell'arte", oggi, è assimilabile a Bechi, Chierici e Torriglia.
Il mercato dei dipinti e delle riproduzioni a stampa è attivo a Milano, Genova, Firenze, Prato, in America, a Londra e in Germania, presso la Nuova Brera Arte di Franco Semenzato, la Casa d'Aste Farsetti, la Casa d'Aste Pandolfini, Sotheby's, Christie's, Artprice, Artrades, Ares.